# Abraham Waligo
Abraham Nkalubo Waligo (ur. 26 lipca 1925, zm. 6 marca 2000 w Komamboga) – ugandyjski inżynier, przedsiębiorca i polityk, premier Ugandy od 25 sierpnia 1985 do 26 stycznia 1986.

## Życiorys
Ukończył studia z zakresu inżynierii elektrycznej w Południowej Afryce i Wielkiej Brytanii, stając się pierwszym inżynierem elektrykiem w tej części Afryki. Od 1955 do 1957 pracował w Wielkiej Brytanii, następnie został kierownikiem zakładu energetycznego w Ugandzie. W 1969 założył własną firmę inżynieryjną, został także współtwórcą krajowego zrzeszenia elektryków i kursów w tej dziedzinie. Pracował później jako dyrektor linii lotniczych Uganda Airlines. Później piastował funkcję ministra pracy i budownictwa (1979–1980) oraz budownictwa i rozwoju miejskiego(1980–1985). Od 1985 do 1986 kierował rządem i ministerstwem finansów, zastępując odwołanego po zaledwie 25 dniach Paulo Muwangę. Jego rządy przypadły na czas walk z militarnymi bojówkami. Nie należał do partii politycznej.